# 풍문으로 들었소 (노래)

<풍문으로 들었소>는 1980년 "양키스 골든 디럭스"라는 앨범으로 발매한 대한민국의 록밴드인 "함중아와 양키스"의 노래이다. 함중아는 
| “ | 멤버들끼리 장난삼아 흥얼거리다 즉석에서 만든 곡이다. 코드도 없이 오르건, 기타 등 악기를 각자 만지작 거리다 곡이 나오고, 자연스럽게 가삿말이 붙여졌다. | ” |

고 말했다. 그와 절친한 친구이자 함중아와 양키스 멤버였던 정동권은 
| “ | 처음 이 노래가 나왔을 때 가요계 반응은 우릴 마치 정신병자 취급하듯 냉랭했다. | ” |

면서 
| “ | 당시 트렌드에 비해 워낙 파격적이고 생소한 장르였다는 것인데 시간이 지나면서 차츰 평가를 받게 됐다. | ” |

고 말했다.

## 장기하와 얼굴들 버전
대한민국의 영화 범죄와의 전쟁: 나쁜놈들 전성시대라는 영화에 실린 OST로 밴드 장기하와 얼굴들이 "함중아와 양키스"의 노래를 리메이크한 것이다. 뮤직비디오에는 밴드가 실제로 곡을 녹음하는 장면들이 담겨 있다. 2집과 마찬가지로 모든 멤버들의 합주로 녹음을 진행했다. 이번 뮤직 비디오에 참여한 장기하와 얼굴들은 
| “ | 평소 최민식, 하정우, 윤종빈 감독을 너무 좋아하는 팬이었는데, 영화에 참여할 수 있는 기회를 주셔서 너무 감사하다. 특히 영화를 통해서 처음 알게 된 함중아와 양키스 선배님의 〈풍문으로 들었소〉를 들은 순간, 우리 밴드와 너무나도 잘 맞는 곡이어서 무조건 해야 한다고 생각을 했다. | ” |

라고 참여하게 된 계기를 밝혔다.